# Ruth Stiles Gannett
Œuvres principales
Le Dragon de mon père ;
Elmer et le Dragon ;
Les Dragons de Blueland
Ruth Stiles Gannett Kahn (12 août 1923 - 11 juin 2024) est une écrivaine américaine pour enfants surtout connue pour Le Dragon de mon père (en) et ses deux suites, parfois appelées collectivement la série ou la trilogie My Father's Dragon ou Elmer and the Dragons.

## Éducation
Gannett est diplômée en 1937 de la City and Country School (en) de Greenwich Village, dans sa ville natale de New York. Là-bas, se souvient-elle en 2012, « elle a bénéficié du fait d'être « autorisée et encouragée à écrire pour le plaisir » à certains moments de la journée ». Elle fréquente ensuite la George School (en) et le Vassar College, obtenant un A.B. en chimie en 1944,.  

## Début de carrière
Après avoir obtenu son diplôme de Vassar, Gannett s'installe à Boston, où elle travaille au Boston General Hospital, puis au Massachusetts Radiation Laboratory. Elle travaille ensuite dans un chalet de ski, puis retourne vivre chez ses parents, où elle termine son travail le plus marquant. En 1947, l'année de la publication de son œuvre fondatrice, elle épouse Peter Kahn.

## Carrière d'écrivaine
Le premier roman de Gannett, Le Dragon de mon père (en) (My Father's Dragon), est publié par Random House en 1948. Il est finaliste pour la médaille annuelle Newbery récompensant la « contribution la plus remarquable » de l'année à la littérature pour enfants américaine. Elle écrit ensuite deux autres romans de cette série : Elmer et le Dragon (en) et Les Dragons de Blueland (en). Les livres sont illustrés par Ruth Chrisman Gannett (en), sa belle-mère et la typographie est conçue par son mari, H. Peter Kahn. Ils sont traduits en quatorze langues.
Kirkus Reviews couvre brièvement deux des livres, montrant une déception à l'égard du travail de Gannett et d'Eichenberg sur le train-maison-bateau et un enthousiasme inhabituel pour l'histoire de Gannett dans une critique étoilée de The Dragons of Blueland.

## Vie privée
Ruth Gannett épouse l'artiste, professeur d'histoire de l'art,  et calligraphe H. Peter Kahn (1921–1997). Le couple a sept filles et huit petits-enfants au moment du décès de Kahn. Elle a vécu à Trumansburg, dans l'État de New York, près de l'Université Cornell, où Peter Kahn travaille pendant quarante ans,. Elle est l'arrière-petite-fille d'Ezra Stiles Gannett (en). Elle est décédée le 11 juin 2024, à l'âge de 100 ans.

## Travaux
Série Le Dragon de mon père
Parfois appelée la « série Elmer et les Dragons », les trois courts romans sont écrits par Ruth Stiles Gannett et illustrés par sa belle-mère Ruth Chrisman Gannett:
- Le Dragon de mon père (en) (Random House, 1948)
- Elmer et le Dragon (en) (Random House, 1950)
- Les Dragons de Blueland (en) (Random House, 1951)

Édition omnibus du 50e anniversaire : Three Tales of My Father's Dragon (Random House, 1998),(OCLC 37030387).
Autres
- The Wonderful House-boat-train, illustré par Fritz Eichenberg (Random, 1949), 63 pp. (LCCN 49011981)
- Katie and the Sad Noise, illustré par Ellie Simmons (Random, 1961), 61 pp. (OCLC 1843354)

Gannett présente l'édition Yearling 1991 de la collection d'Edith Nesbit, The Book of Dragons (OCLC 696817759), publié plus tard dans la Looking Glass Library (2013, (OCLC 869499406) ).